# Вебер, Хенрик

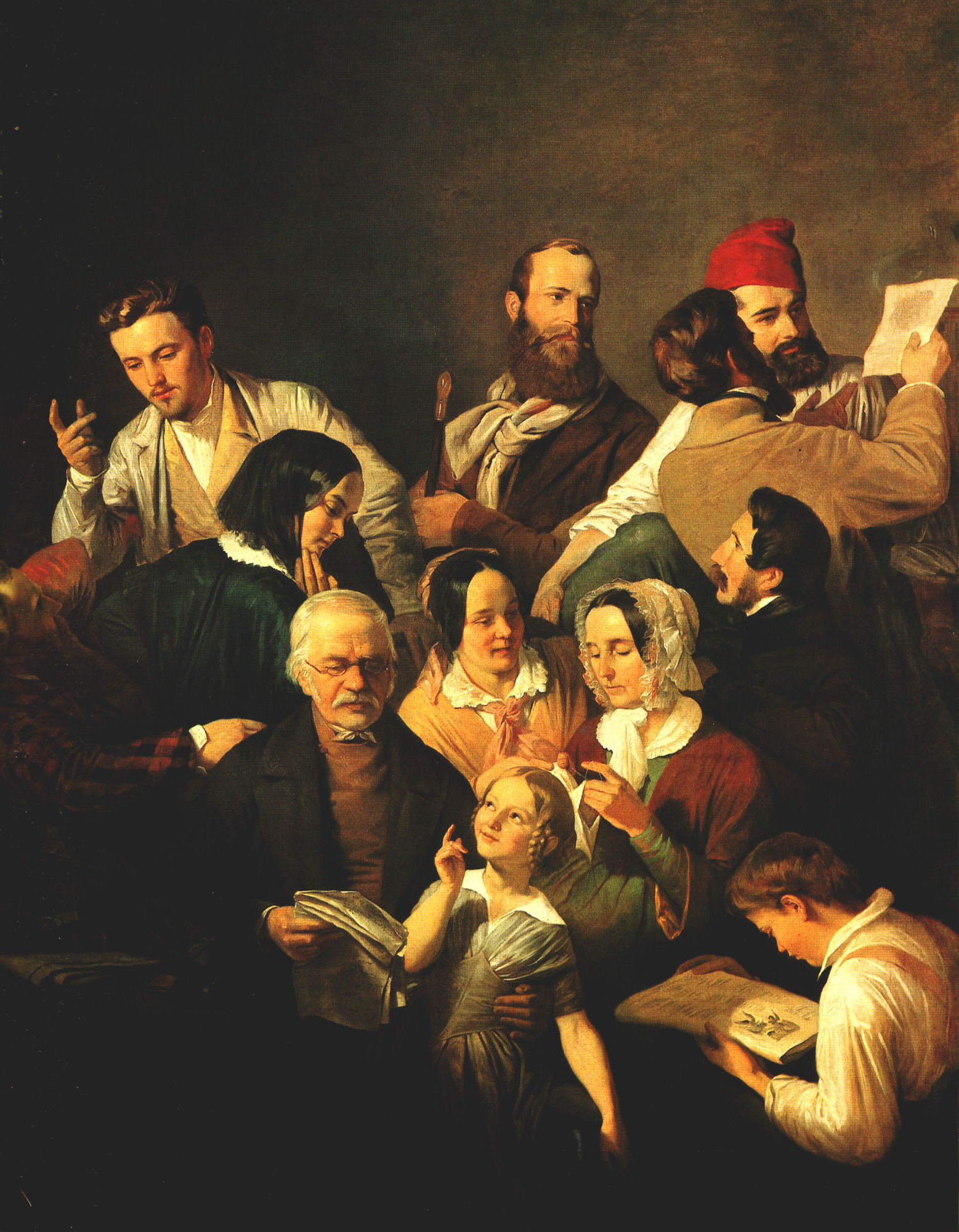
Семейство Веберов. 1846

Хенрих Вебер (венг. Henrik Weber; 24 мая 1818, Пешт, Австрийская империя — 14 мая 1866, там же) — венгерский живописец, портретист, литограф. Представитель венгерского реализма XIX века.

## Биография
Родился и воспитывался в Пеште. Первые уроки мастерства получил у Яноша Тобиаса Кёрлинга. С 1835 года в течение нескольких лет изучал живопись в венской Академии изобразительных искусств. Ученик Леопольда Купельвизера и Иоганна Эндера, оказавших большое влияние на Вебера. После обучения в академии художник отошёл от академического стиля и стал творить в реалистической манере.
Жил, давая частные уроки рисования и литографии. Успех на художественных выставках, способствовал росту популярности Х. Вебера, который стал модным портретистом.
В 1840 году он отправился в Мюнхен. После возвращении на родину, написал несколько исторических картин («Смерть Яноша Хуньяди» (1844), «Король Шаламон в темнице» (1852)) и ведут.
В 1845—1847 гг. совершил путешествие по Италии, где написал ряд пейзажей и портретов сельских жителей, в основном, женщин.
Венский период творчества Хенрика Вебер характеризуется созданием ряда замечательных портретов и литографий, изображающих культурные традиции городских и сельских жителей Венгрии.

## Творчество

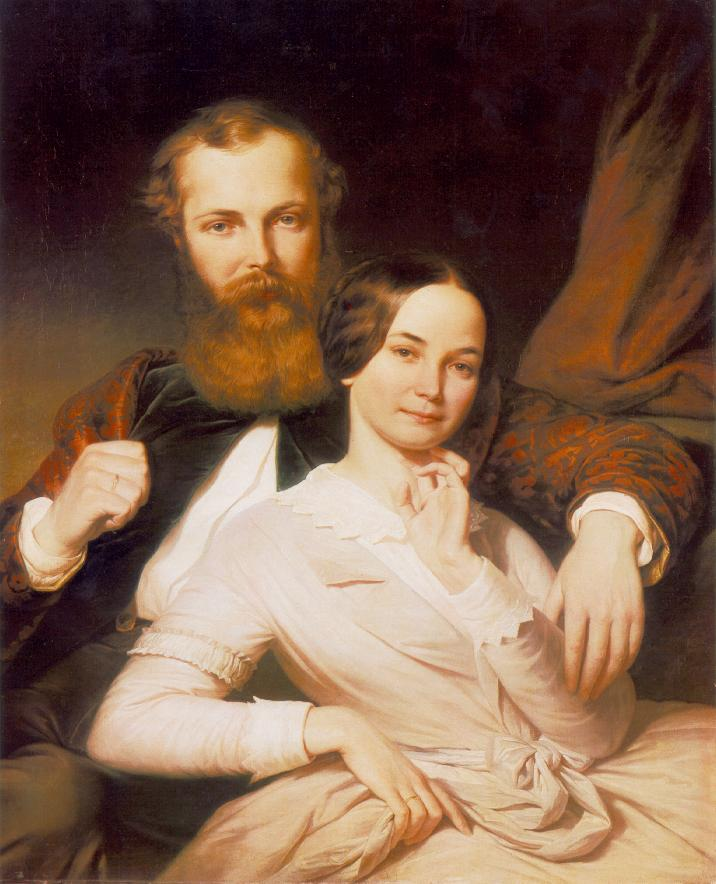
Портрет композитора Михая Мосонии и его жены. 1840-е годы

Хенрих Вебер в 1830-х годах писал преимущественно жанровые картины («Туалет невесты», «Вербное воскресенье» и т. д.). Позже плодотворно занимался исторической живописью. Хенрих Вебер — известный портретистом своего времени («Портрет композитора Михая Мосонии и его жены», «Портрет Пештского горожанина»).

## Галерея

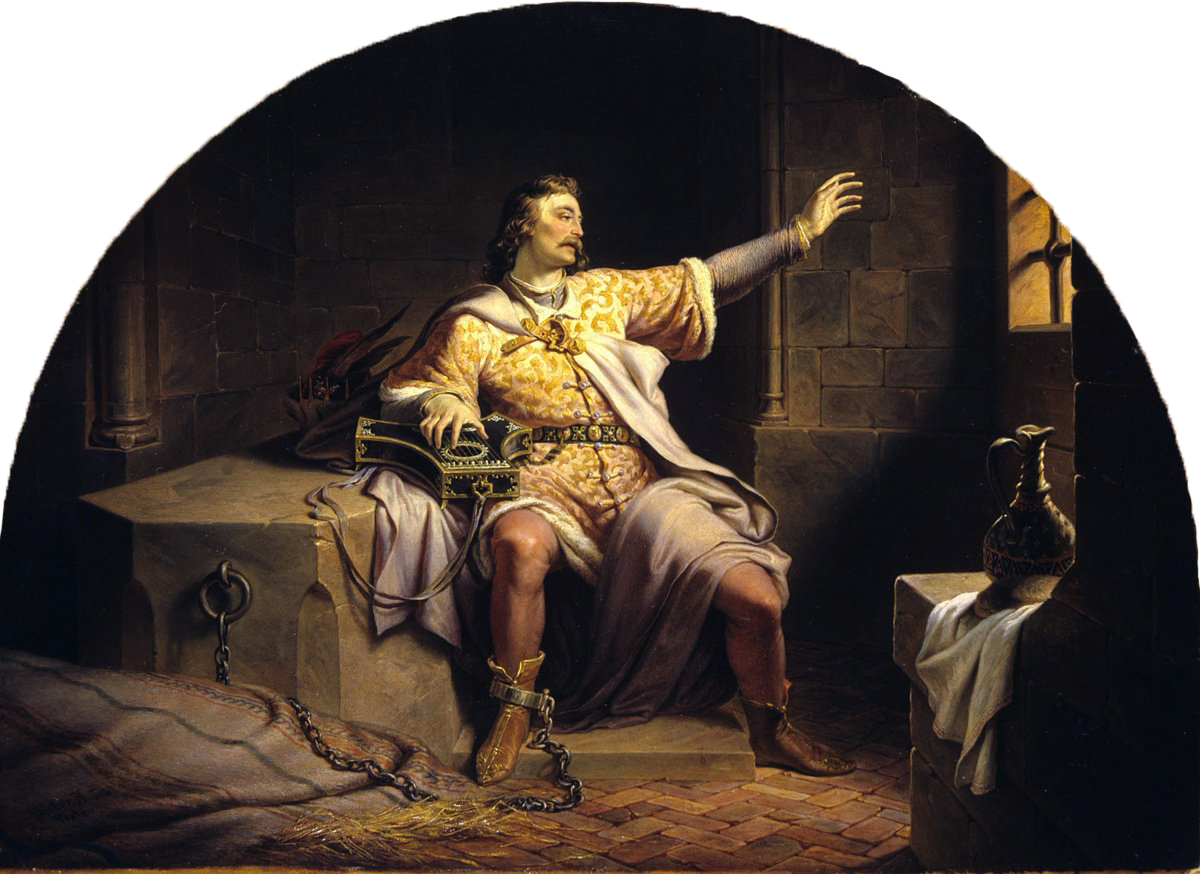
Король Шаламон в темнице (1852)
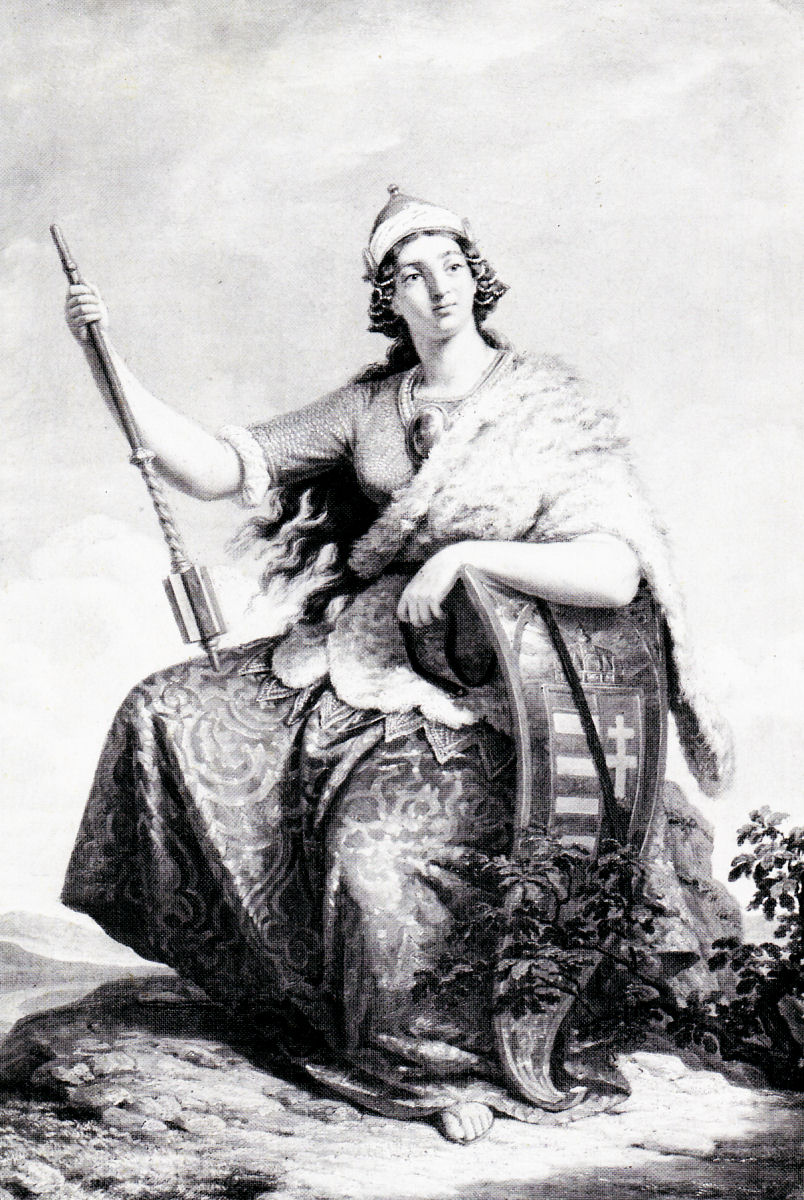
Венгрия (1840-е)
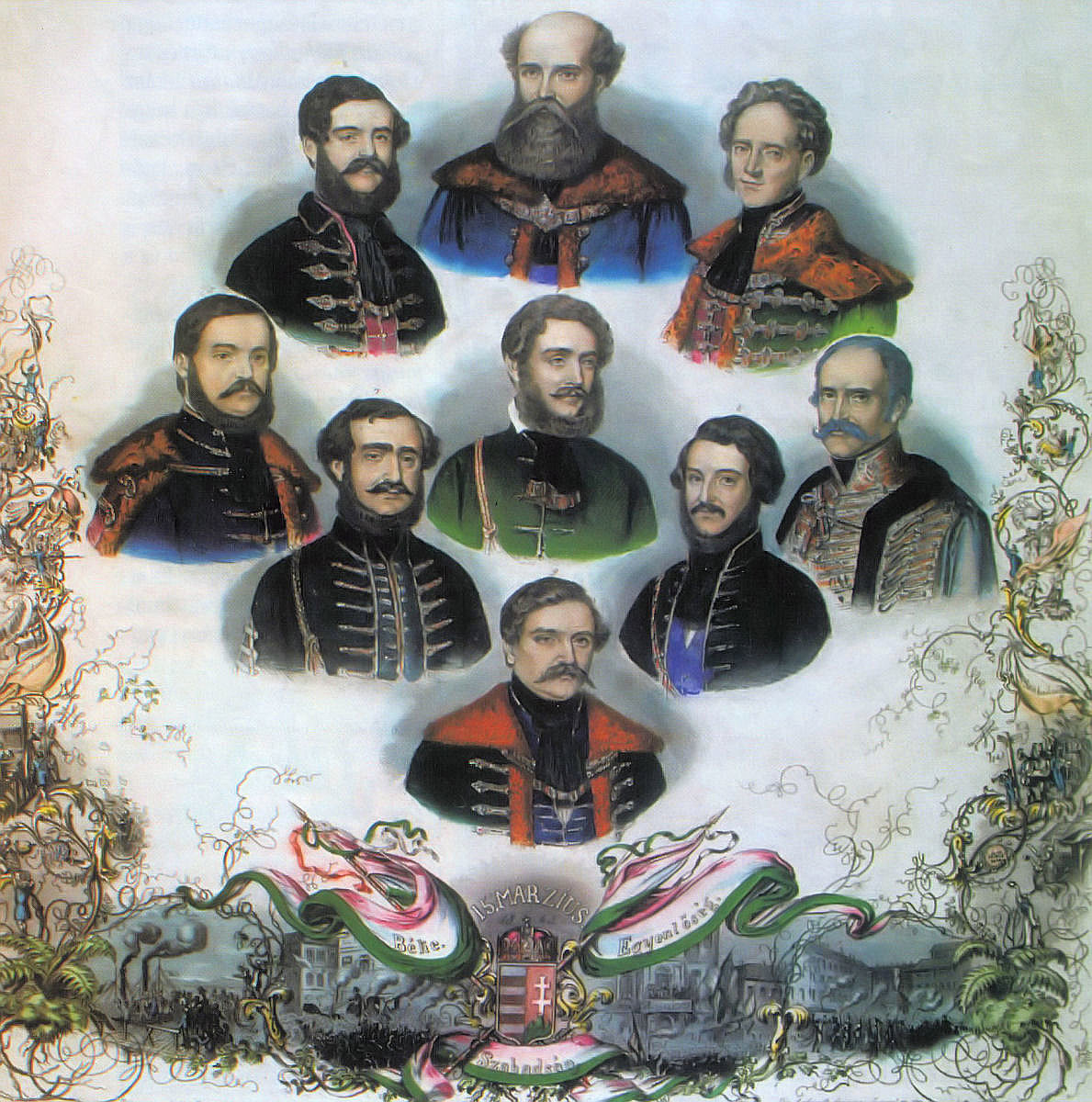
Первое парламентское правительство Венгрии Лайоша Баттьяни
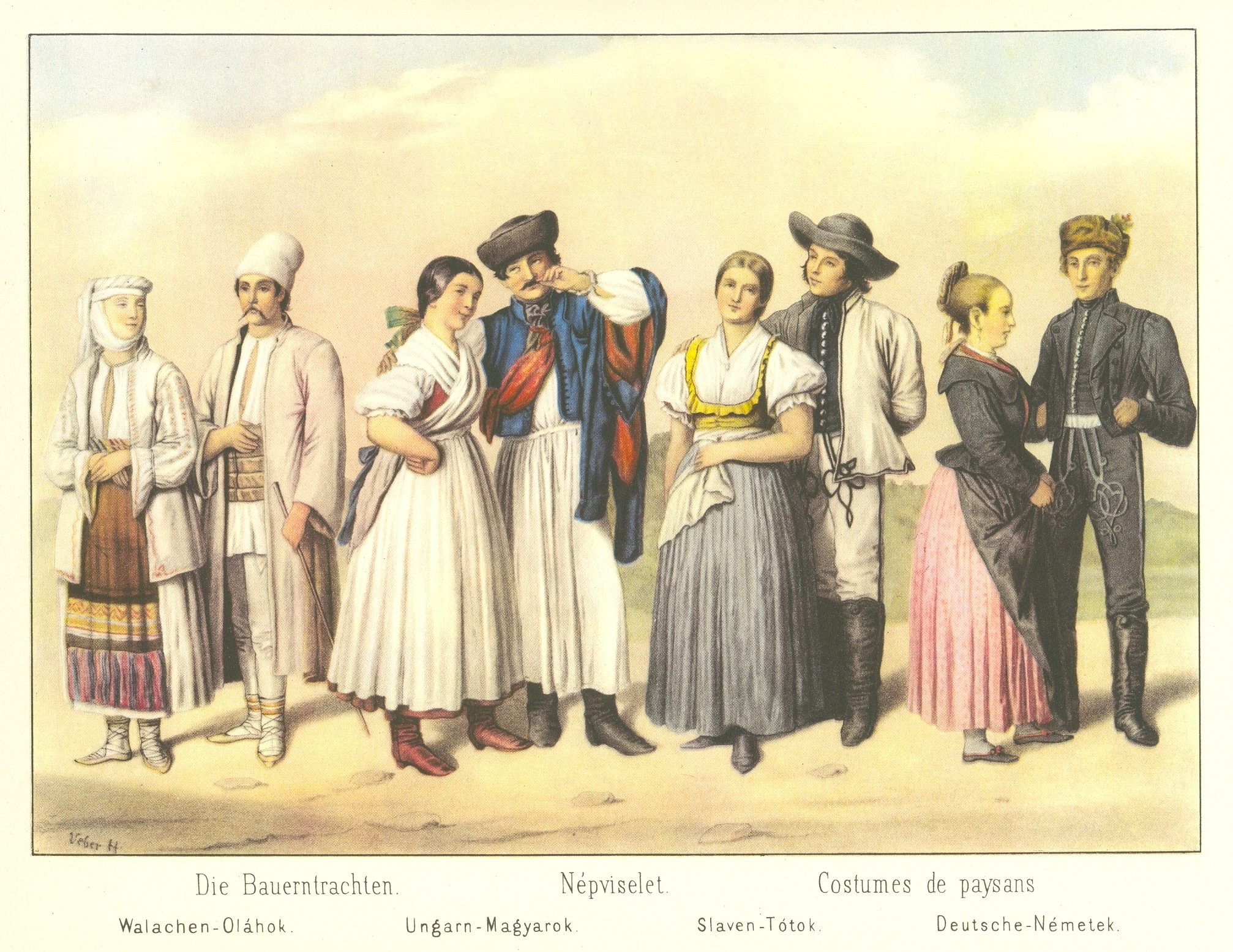
Национальные костюмы народов Австро-Венгрии (румыны, мадьяры, словаки, немцы)